# Chlorofaser
Chlorofasern (Kurzzeichen CLF) sind eine Gattung  von chlorhaltigen Polyvinylfasern mit mehr als fünfzig Prozent Gewichtsanteilen Chlor, wobei sich zwei Gruppen von Chlorofasern unterscheiden lassen: die aus dem Standardpolymeren Polyvinylchlorid(PVC) und seinen Modifikationen erzeugten und die aus strukturell verändertem Polyvinylchlorid gewonnenen Fasern. Die PVC-Standardfaser werden aus dem reinen Polymeren PVC, das durch Polymerisation aus dem Monomeren Vinylchlorid entsteht, nach dem Trockenspinnverfahren gewonnen. DP-Grad liegt zwischen 1000 und 2500. Die Gattung der Chlorofasern hat nur noch eine geringe Marktbedeutung.

## Geschichte
Bereits am 4. Juli 1913 wurde in einem deutschen Patent, das auf Forschungsarbeiten von Fritz Klatte beruhte vorgeschlagen, das Polymerisationsprodukt des Chlorvinyls in heißem Chlorbenzol zu lösen und aus der Lösung durch Einpressen in ein Fällbad künstliche Fäden zu erspinnen. Es ist als Grundpatent für die Synthesefasern zu werten. Allerdings blieb der praktische Erfolg zunächst versagt, da es dem seinerzeitigen Stand von Wissenschaft und Technik weit vorauseilte.
Die Herstellung von Filamenten aus Polyvinylchlorid wurde erstmals im Jahre 1931 von Emil Hubert und Mitarbeitern bei der I. G. Farben  in Wolfen durchgeführt, die auf einem Patent von Emil Hubert, Heinrich Pabst und Hermann Hecht beruhte. Es wurden die ersten in textiltechnischer Hinsicht vollwertigen synthetischen Fasern erzeugt. Allerdings war das Verfahren zur Verspinnung von in Cyclohexanon gelöstem PVC in eine 30%ige Essigsäure großtechnisch nicht umsetzbar, weil Geruchsbelästigung durch das Essigsäurespinnbad zu groß war und die Rückgewinnung des hoch siedenden Cyclohexanons Schwierigkeiten bereitete. 1932 schlug Hubert vor, PVC schrittweise nachzuchlorieren, um damit möglicherweise ein acetonlösliches Zwischenprodukt zu erhalten. Beim Nachchlorieren wird der Chlorgehalt im PVC bis auf 63–65 % erhöht. Die Regularität der Struktur wird herabgesetzt, die Intensität der zwischenmolekularen Wechselwirkungen vermindert und damit ein besseres Lösen in üblichen Lösungsmitteln möglich.  Die Nachchlorierung wurde technisch von Curt Schönburg und Mitarbeitern im Werk Bitterfeld beruhend auf einem Patent von Schöneburg realisiert. Es wurde festgestellt, dass man aus dem acetonlöslichen Produkt Fasern und Filamente erhalten konnte. Die Erzeugung der nachchlorierten PVC-Fasern, der sogenannten PeCe-Fasern, wurde 1934 in Wolfen aufgenommen, nachdem herausgefunden wurde, dass sich die acetonischen Spinnlösungen einfach in Wasser verspinnen ließen. Ab 1938 wurden die Fasern in Wolfen auch großtechnisch hergestellt.
Polyvinylchlorid wurde in Faserform in großem Ausmaß während des Zweiten Weltkrieges in Deutschland fabriziert. 1940/44 waren es ca. 2500 Tonnen in den Fabriken Wolfen, Dormagen und Freiburg i. B. Die PeCe-Fasern wurden später in der DDR unter dem Handelsnamen Piviacid weiterhin in Wolfen produziert.
Eine nachchlorierte PVC-Faser entsprechend der PeCe-Faser wurde unter dem Handelsnamen Chlorin in den 50er Jahren auch in der Sowjetunion hergestellt.
In den USA ging man einen anderen Weg, um lösliche Ausgangsstoffe für die Fasererspinnung zu erhalten. Man konzentrierte sich auf Mischpolymerisate. Beruhend auf Entwicklungsarbeiten bei Union Carbide and Carbon Corporation mit dem daraus hervorgegangenem Patent wurden ab 1935 Fasern aus dem Copolymer von Vinylchlorid und Vinylacetat (vorzugsweise 87 bis 90 % Vinylchlorid und 10 bis 13 % Vinylacetat) erzeugt und unter dem Handelsnamen Vinyon verkauft. Diese Faser wurde 1947 durch eine Mischpolymerisat aus Vinylchlorid und Acrylnitril(60:40) abgelöst, die unter der Bezeichnung Vinyon N auf den Markt kam. Diese Faser, die später den Handelsnamen Dynel trug, war textil gut verarbeitbar und besaß einen erhöhten Erweichungstemperaturbereich. Für die Faserherstellung eignete sich auch ein Mischpolymerisat, das aus 15 % Vinylchlorid und 85 % Vinylidenchlorid bestand. Sie wurde durch Dow Chemical unter der Bezeichnung Saran hergestellt und in den ersten Jahren nach 1945 bekannt.
In Japan wurde schon 1952 von der Denka Co., Japan im industriellen Maßstab mit der Produktion von sehr feinen PVC-Filamenten für künstliche Perückenhaare begonnen. Die Faser erhielt 1971 den Markennamen Toyokalon. Solche dünnen Fasern konnten in hoher Qualität nur durch ein Schmelzspinnverfahern erhalten werden. Von der Teijin Company wurde eine Löungsmittelmischung aus Aceton und Benzen gefunden, die bei erhöhter Temperatur eine geeignete Lösung von PVC ermöglichte, die in einem Trockenspinnverfahren eine PVC-Faser ergab. Nach dieser Methode wurde von der Teikoku Rayon Co. Ltd. ab 1956 die Produktion dieser Faser unter dem Handelsnamen Teviron mit einer Produktionsmenge von 5 t/Tag gestartet.
In Frankreich liefen die Entwicklungsarbeiten für Chlorofasern bei der Société Rhodiaceta, Lyon. Dort gelang es Jacques Corbiere und seinen Mitarbeitern 1941 ein Trockenspinnverfahren zu entwickeln, das auf der Löslichkeit von Polyvinylchlorid in einem Gemisch von Schwefelkohlenstoff und Aceton beruhte. Die Faserproduktion begann 1949 unter dem Markennamen Rhovyl. Seit dieser Zeit entwickelte die Rhovyl SAS ständig ihr PVC-Faser-Sortiment und produziert bis heute in ihrem Werk in Tronville-en-Barrois, Frankreich verschiedene Fasersortimente.

## Herstellung
Die PVC-Fasern werden meistens wie Rhovyl und Tevriron durch Trockenspinnen erzeugt. Auch Nassspinnverfahren waren und sind noch im Einsatz, genauso wie Schmelzspinnverfahern. Bedeutung könnte auch die Erzeugung von PVC-Nanofasern mittels Elektrospinnen erlangen.

## Eigenschaften und Anwendung
Chlorofasern aus Standard-PVC sind nicht entflammbar, sie brennen nicht und haben keine Tropfenbildung. Mit einem LOI-Wert von 49 liegen sie über vergleichbaren Fasern. Die Fasern sind absolut hydrophob, nehmen also keine Feuchtigkeit auf, weshalb die Werte für Trocken- und Nassreißfestigkeit und Trockenbruch- und Nassbruchdehnung gleich sind. Chlorofasern haben eine sehr gute Chemikalienresistenz sowohl gegenüber Säuren, als auch gegenüber Laugen. Sie zeigen keine Verrottungserscheinungen und sind witterungs- und lichtbeständig.
Polyvinylidenfasern wie Saran sind ebenfalls unbrennbar bzw. schwer entflammbar. Sie zeichnen sich durch eine Beständigkeit gegenüber aliphatischen Kohlenwasserstoffen, wie Benzin und Diesel, aus, weshalb sie für die Herstellung von Benzinfiltern eingesetzt werden können. Einsatzschwerpunkte sind neben technischen Textilien,  Heimtextilien, Unterwäsche und Perücken.